# 駒姬
駒姬（日语：／ Koma-hime、1581年（天正7年）—1595年9月5日（文禄4年8月2日）），安土桃山时代女性。最上义光与大崎夫人的二女，羽柴（丰臣）秀次的侧室候补。別名伊万（いま）。算起来是伊达政宗的表妹。她的名字来源于御驹山。

## 生平
驹姫据说是世间少有的美女，在父母的溺爱下长大。当时的关白丰臣秀次听说了她身为东国第一美少女的艳名，就强迫义光把她交出做自己的侧室。义光一开始拒绝，但在秀次多次的要求下屈服，不得不答应在驹姬满15岁以后把她从山形送到京都。另外秀次在讨伐九户政实归来的途中在山形城停留期间义光令驹姬接待的说法，应该是后世的创作。
文禄4年（1595年）驹姬来到京城，因为旅途疲惫正在最上屋敷休息期间，7月15日秀次奉丰臣秀吉之命在高野山切腹。随后驹姬也于8月2日与秀次其他的侧室一同在三条河原被公开处决，位列第11。据说彼时驹姬尚未成为秀次真正的侧室。父亲义光曾拼尽全力为她求情，各方面也都有人建议保住她的性命。最终秀吉也无法无视这些求情，改判她在镰仓出家，并派快马去刑场留人。然而在信使距离刑场仅一町的时候，驹姬还是被处决了，最终没有赶上。享年15。法名为「諦雲院殿誓聴大姉」（《最上源代々過去帳》记载为諦雲院誓聴日東大姉，按照《最上家譜》为妙法院華萼蓮心大姉）。
辞世之句为「罪なき身を世の曇りにさへられて共に冥土に赴くは五常のつみもはらひなんと思ひて 罪をきる弥陀の剣にかかる身の なにか五つの障りあるべき」
这一辞世句后来被装裱在她生前日常的衣服上，跟其他被处刑者的遗物一同保存在京都国立博物馆。也有复制品保存于京都瑞泉寺和山形市最上义光历史馆。
这些秀次家眷的家人不被允许为她们收尸，而是全部乱葬在当场现挖出的一个洞里，其上更立一座刻有“畜生塚”的墓碑。据说当时京都居民都认为这是语言不可描述的惨状。

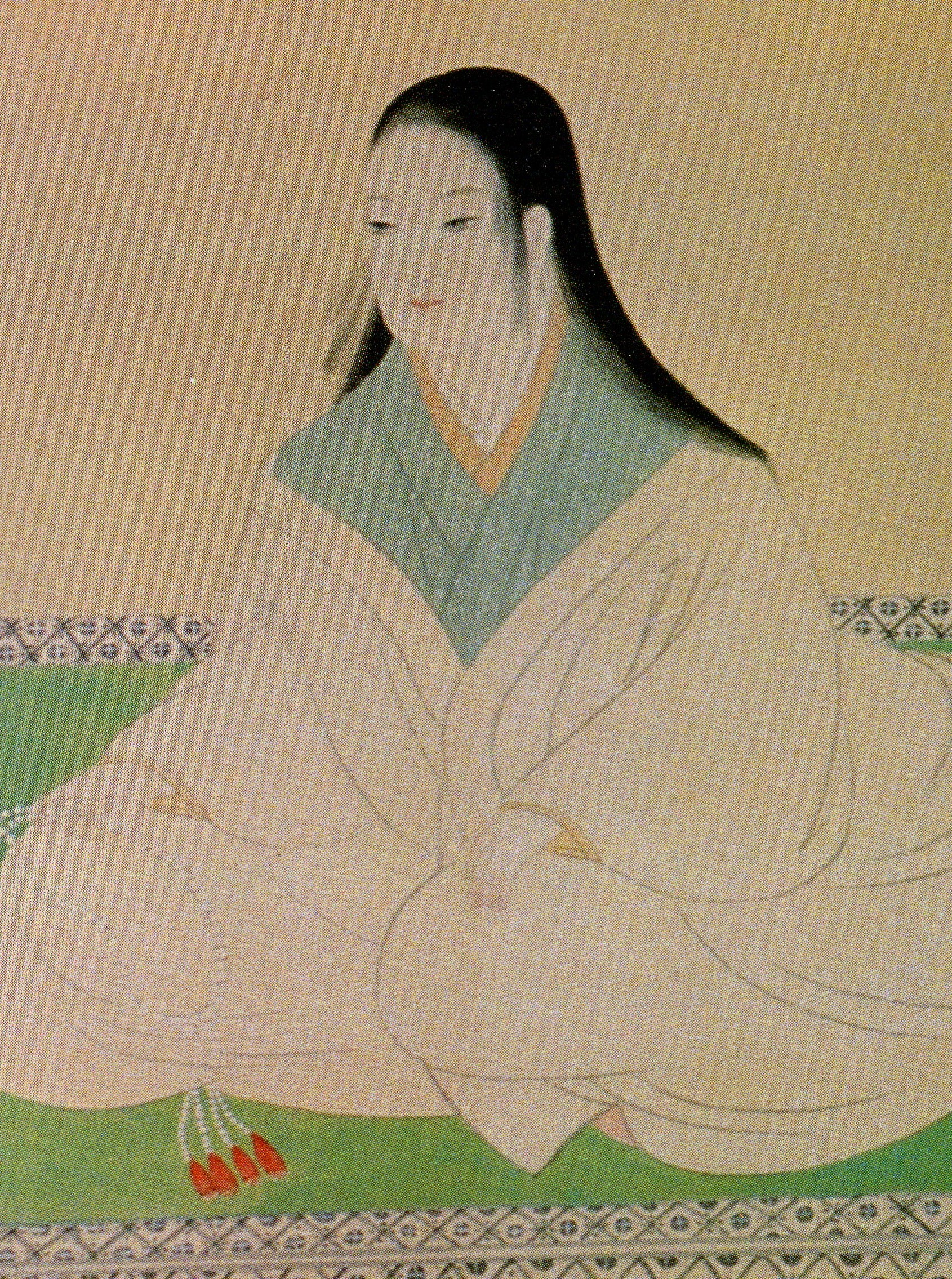
駒姫像(山形縣專稱寺所藏)

听说女儿死讯的母亲大崎夫人在驹姬处刑之后的14日以后，即8月16日，也去世了。推测很有可能是为了追随女儿而自杀。义光悲愤交加，有人认为这一悲剧成为了最上家在关原之战中加入东军的伏笔。驹姬死后的第二年，义光皈依了在高擶传教的真宗僧乘庆，并把专称寺搬迁到山形城下作为驹姬和大崎夫人的菩提寺。在庆长3年（1598年）更布施了八町四方的土地和14石寺领，建立了城下最大的寺院，并令村山地方的十三间真宗寺院为塔頭（附属寺院），之后还整备了之后被称为寺町的町。山形城内驹姬的卧室被整体搬迁到了寺中，驹姬和大崎夫人的画像也一同保存下来。然而现在更广为人知的驹姬的肖像画是大正年间绘制的。

## 外部連結
- 最上義光歴史館 （页面存档备份，存于）
- 【駒姬】　～悲劇的美少女～　 （页面存档备份，存于）